# Shehimo

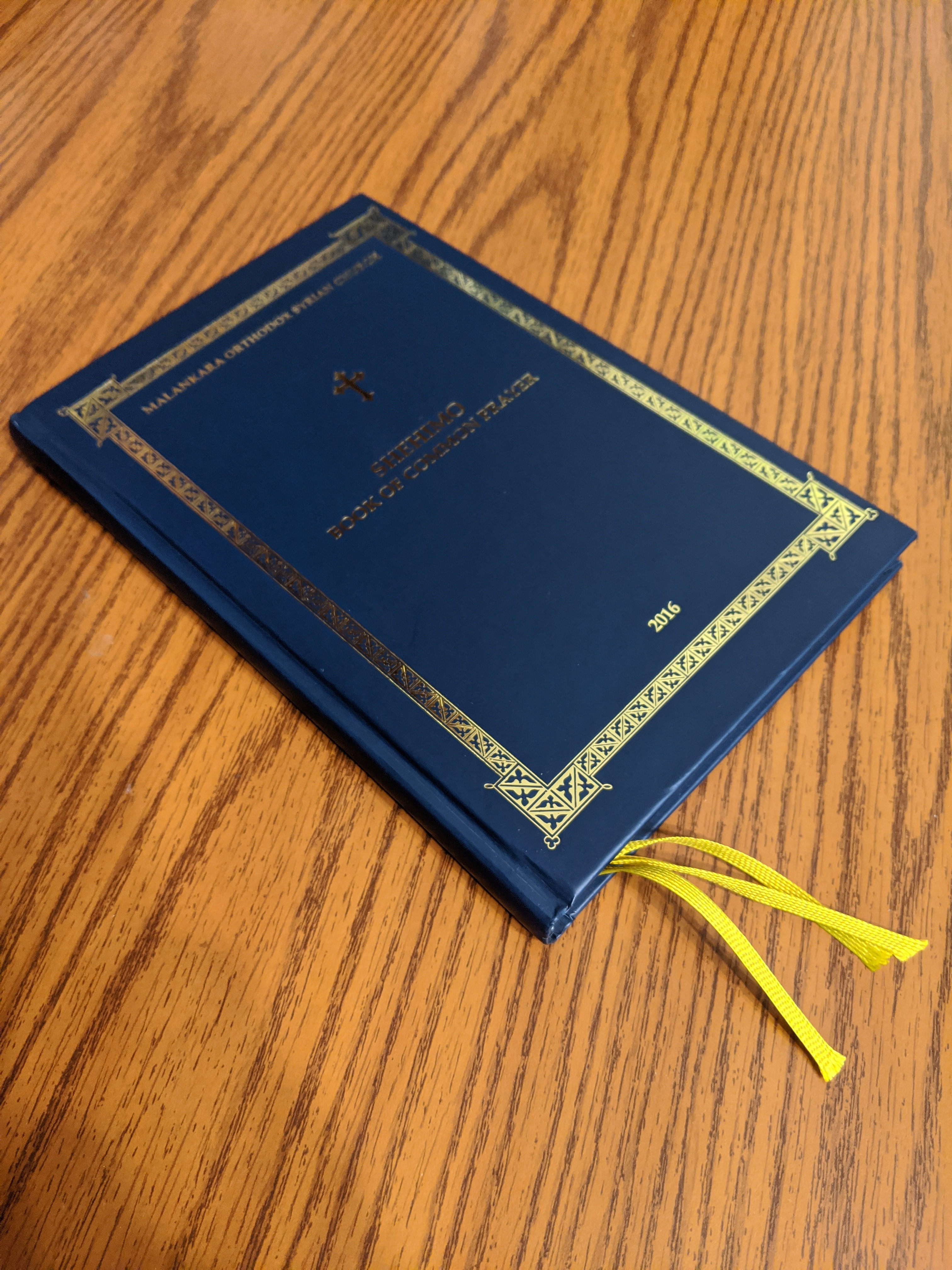
Une copie duShehimo en English en accord avec l'église syrienne orthodoxe Malankara

Shehimo ( syriaque : ܫܚܝܡܐ  , malayalam : ഷഹീമോ ; anglais : Book of Common Prayer, également orthographié Sh'himo ) est le bréviaire chrétien syriaque occidental de l' Église syriaque orthodoxe et des chrétiens syriaques occidentaux de Saint-Thomas d'Inde ( Église catholique syro-malankare , Église syrienne jacobite malankare , Église syrienne orthodoxe malankare , Église syrienne Mar Thoma et Église Thozhiyur ) qui contient les sept heures canoniques de prière,. Le Shehimo comprend des lectures bibliques, des hymnes et d'autres prières prescrites du système liturgique syriaque occidental. Dans le bréviaire, certaines prières sont récitées à sept heures de prière fixes , face à l'est à la maison ou à l'église. Le Shehimo propose également des prières communautaires en guise d'introduction au Saint Qurbono . La pratique de la prière pendant les heures canoniques trouve son origine dans le Psaume 119:164 , dans lequel le prophète David prie Dieu sept fois par jour,. Le bréviaire Shehimo peut être prié soit en lisant, soit en psalmodiant la prose, soit en chantant les versets. Les différentes versions du bréviaire sont disponibles en syriaque , en malayalam et en anglais , entre autres langues.

## Histoire
Le Shehimo est considéré comme un trésor du christianisme syriaque, remontant au IVe siècle . Traditionnellement, les premiers textes étaient uniquement en syriaque, mais grâce au travail et aux traductions de feu M. C.P. Chandy, les prières ont été rendues disponibles en malayalam tout en préservant la métrique syriaque originale. Dans les années 1960, le père Bede Griffiths de l'ashram de Kurisumala a traduit une version en prose anglaise de l'édition Pampakuda du Shehimo, la seule version anglaise du Shehimo existant parmi les érudits syriens. Cette version de 2016 du Shehimo est une édition versifiée des deux ouvrages par une équipe de théologiens américains. Baby Varghese écrit : « Cette publication est une première tentative de versification anglaise, fruit de l'amour de ces personnes pour la liturgie syriaque. »  Il n'existe actuellement aucune tentative de révision.

## Ordre des heures canoniques
Les sept heures de prières commencent la veille avec Ramsho (Soir) et se terminent la journée avec Tsha' sho'in (9ème Heure), suivant la définition d'un jour dans la Bible chrétienne (cf. Genèse 1:5 ).
| nom syriaque            | nom anglais              | Temps                                    |
| ----------------------- | ------------------------ | ---------------------------------------- |
| Ramsho (Sloutho dNogah) | Vêpres ou Soirée         | 18h                                      |
| Soutoro                 | Complies                 | 21h                                      |
| Lilio                   | Veillée nocturne         | 00h00, plus souvent juste avant le matin |
| Safro                   | Matines                  | 6 heures du matin                        |
| Tloth sho`in            | Troisième Heure (Tierce) | 9 heures du matin                        |
| Sheth sho`in            | Sixième Heure (Sexte)    | 12h                                      |
| Tsha' sho`in            | Neuvième heure (None)    | 15h                                      |

## Thèmes
Au début de la semaine, qui est le dimanche, les croyants participent à la célébration publique du Saint Qurbono . Le Saint Qurbono ou liturgie divine commémore la naissance , le baptême , le ministère public , la crucifixion, la mort, la résurrection, l'ascension et la seconde venue du Christ. Le thème principal du dimanche est la célébration de la résurrection du Christ. Les thèmes des autres jours de la semaine sont les suivants.
- Lundi et mardi – Repentir
- Mercredi – La Théotokos
- Jeudi – Les Saints Apôtres , Saints
- Vendredi – La Sainte Croix , les Martyrs , les Confesseurs
- Samedi – Les fidèles défunts

## Usage
Les fidèles prient le Shehimo à sept heures fixes chaque jour, correspondant au nombre d'heures canoniques du bréviaire. Ils prient en se tournant vers l'est , vers un autel ou une iconostase . Cette tradition est tirée du livre des Psaumes 119:164 dans la Bible,.
La grande majorité des personnes qui utilisent les livres Shehimo ont appris les chants et les prières du Shehimo dès leur plus jeune âge, au cours de leur vie religieuse et de leurs prières familiales quotidiennes. Avant chaque heure de prière du Shehimo, il faut se laver les mains et le visage afin d'être propre et de présenter son meilleur à Dieu ; et se déchausser pour reconnaître qu'on prie devant un Dieu saint,. Dans cette tradition chrétienne, comme dans beaucoup d'autres, il est de coutume pour les femmes de se couvrir la tête ou de porter un châle lorsqu'elles prient.
Français Les offices utilisés dans le Shehimo, à l'exception du dimanche et des jours de fête majeurs (Noël, Pâques, etc.) impliquent tous des prosternations ; les prosternations sont faites [1] trois fois pendant la prière Qaumo, aux mots « Crucifié pour nous, aie pitié de nous ! », [2] trois fois pendant la récitation du Credo de Nicée aux mots « Et s'est incarné du Saint-Esprit... », « Et a été crucifié pour nous... », et « Et le troisième jour est ressuscité... », ainsi que [3] trois fois pendant la Prière des Chérubins pendant « Bénie soit la gloire du Seigneur, de son lieu pour toujours ! »,
Les membres de l'Église syrienne Mar Thoma (Syriens réformés) prient le Shehimo sept fois par jour, en omettant la prière du Je vous salue Marie et l'intercession aux saints. Les prières vénératoires sont considérées comme facultatives et dites après la récitation du Qaumo,.

L'encens est offert par le prêtre ou un évêque (si présent) dans un encensoir, manœuvré par un prêtre ou un diacre. Lorsque l'encens est offert à l'intérieur de l'église, le voile est ouvert et l'autel, les icônes, les reliques, l'église et le peuple sont encensés. L'encens est offert pendant le Promion, l'Etro, l'Évangile et les Quqlions, La pratique de l'offrande d'encens brûlé provient de la Bible ; dans l'Exode, Dieu ordonne à Moïse de construire un autel et d'y brûler de l'encens.
Tu feras un autel à parfums en bois incorruptible. Tu le feras d'une coudée de longueur et d'une coudée de largeur ; il sera carré, et sa hauteur sera de deux coudées. Ses cornes seront d'une seule pièce. Tu couvriras d'or pur sa grille, ses côtés tout autour et ses cornes ; et tu lui feras un rebord d'or tout autour. Tu lui feras deux anneaux d'or sous le rebord en fonte, de chaque côté. Tu les placeras de chaque côté, et ils serviront de supports aux barres pour le porter. Tu feras les barres en bois incorruptible et tu les couvriras d'or. Tu le placeras devant le voile qui est devant l'arche des Témoignages, où je me ferai connaître à toi. Aaron y brûlera chaque matin de l'encens composé ; quand il préparera les lampes, il y brûlera de l'encens. Quand Aaron allumera les lampes le soir, il brûlera de l'encens dessus, ce sera un encens perpétuel devant l'Éternel parmi vos descendants.

—  Exodes 30:1-8
Pendant la saison du Grand Carême dans le calendrier chrétien, quarante prosternations sont effectuées quotidiennement après la fin de la 6e heure (Sheth sho`in).
Le livre Shehimo est disponible à l'achat sur le site officiel du LRD. Le livre est également accessible en ligne via l'application mobile gratuite LRD pour l'App Store  et Google Play Store.

## Structure

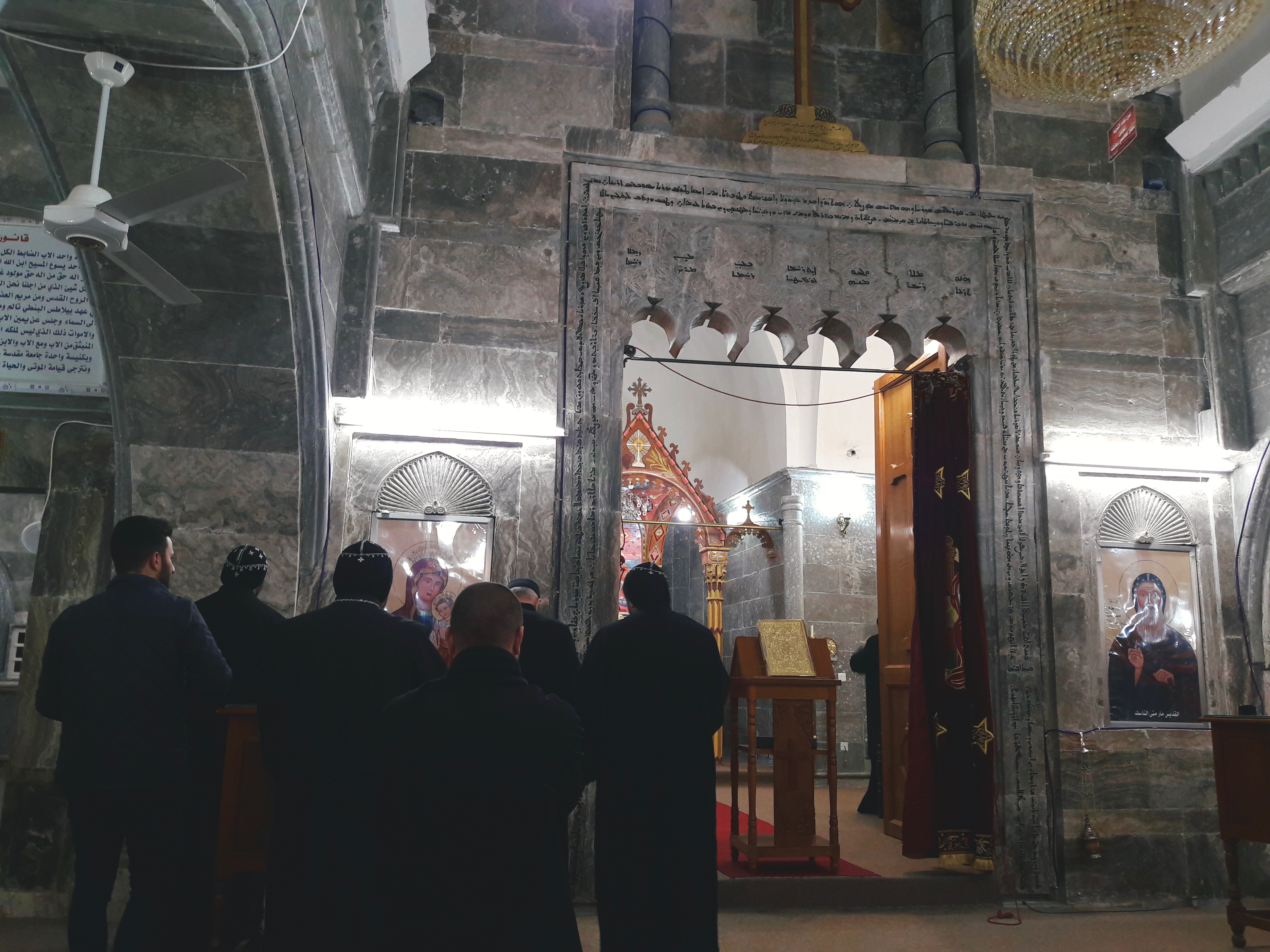
Moine Orthodoxe utilise les prières du Shehimo durant ses journées monastiques.

Les heures de chaque jour suivent un thème ou un schéma similaire. Par exemple, le Soutoro de chaque jour a pour thème la repentance. Pendant les Veilleurs de Lilio, le premier qaumo commémore la Mère de Dieu, le deuxième les saints, le troisième qaumo varie selon le jour, et le quatrième qaumo est un thème général. Le thème de Tloth sho`in reflète celui du jour. Les prières de Sheth sho`in commémorent la Mère de Dieu, les saints et les fidèles défunts. Les prières de Tsha' sho`in commémorent toujours les fidèles défunts.
Chaque office ou heure commence par la récitation du Qaumo ou Trisagion (« Trois fois saint »). Vient ensuite la prière d'introduction. Un Qaumo clôture chaque heure d'adoration, à l'exception de la fin du Soutoro, où la Louange aux Chérubins est récitée. De plus, tous les offices finaux se terminent par le Credo de Nicée .

## Système à huit modes

Sévère d'Antioche, un autre saint orthodoxe vénéré, théologien et écrivain qui a composé le Ma'nitho de Sévère, un hymne doctrinal que l'on retrouve dans chaque prière de la 6e heure qui affirme la vraie foi,

Dans la tradition syriaque orthodoxe occidentale, il existe à l'origine huit modes de chant : en malayalam, on les appelle « Nirams » et en syriaque occidental « T'mone Rekne ». Ces huit modes correspondent aux sept jours de la semaine. Ce système est tombé en désuétude au Malankara, au profit de mélodies chrétiennes contemporaines faciles à retenir et entraînantes. On ne sait pas exactement quand et où les octoechos sont nés, mais beaucoup les attribuent au théologien saint Sévère d'Antioche. Les différents jours, thèmes et tons des heures fixes sont indiqués ci-dessous. (Veuillez noter que R = Ramsho, S = Soutoro et M = Sapro).
| Jour                  | Thème                          | Rekno' (RSM)    |
| --------------------- | ------------------------------ | --------------- |
| Qyomto (dimanche) - 1 | Résurrection                   | Selon Beth Gazo |
| Lundi - 2             | Repentir                       | 6 - 6 - 2       |
| Mardi - 3             | Repentir                       | 6 - 6 - 8       |
| Mercredi - 4          | Mère de Dieu                   | 7 - 7 - 7       |
| Jeudi - 5             | Apôtres, martyrs et docteurs   | 5 - 5 - 1       |
| Vendredi - 6          | Croix                          | 1 - 1 - 6       |
| Samedi - 7            | Clergé défunt, fidèles défunts | 1 - 1 - 8       |

Le rekne' de chaque dimanche se trouve dans le Beth Gazo . Pour les quatre heures restantes, le système « Deux Rekne' par semaine » est appliqué. Avec ce système alterné, si la semaine commence par le rekno' 1 le premier jour (dimanche), elle sera suivie du rekno' 5 le deuxième jour (lundi). La semaine continuera d'alterner entre les rekne' 1 et 5 jusqu'au dimanche suivant. Le dimanche suivant, le rekno' 2 sera utilisé, suivi du rekno' 6 en alternance. Un modèle sur 8 semaines est inclus ci-dessous. (Veuillez noter que le système peut varier ou être réinitialisé en fonction de certains jours de fête de la semaine.)
| Semaine 1         | Semaine 2         | Semaine 3         | Semaine 4         | Semaine 5         | Semaine 6         | Semaine 7         | Semaine 8         |
| Rekno' 1 Rekno' 5 | Rekno' 2 Rekno' 6 | Rekno' 3 Rekno' 7 | Rekno' 4 Rekno' 8 | Rekno' 5 Rekno' 1 | Rekno' 6 Rekno' 2 | Rekno' 7 Rekno' 3 | Rekno' 8 Rekno' 4 |

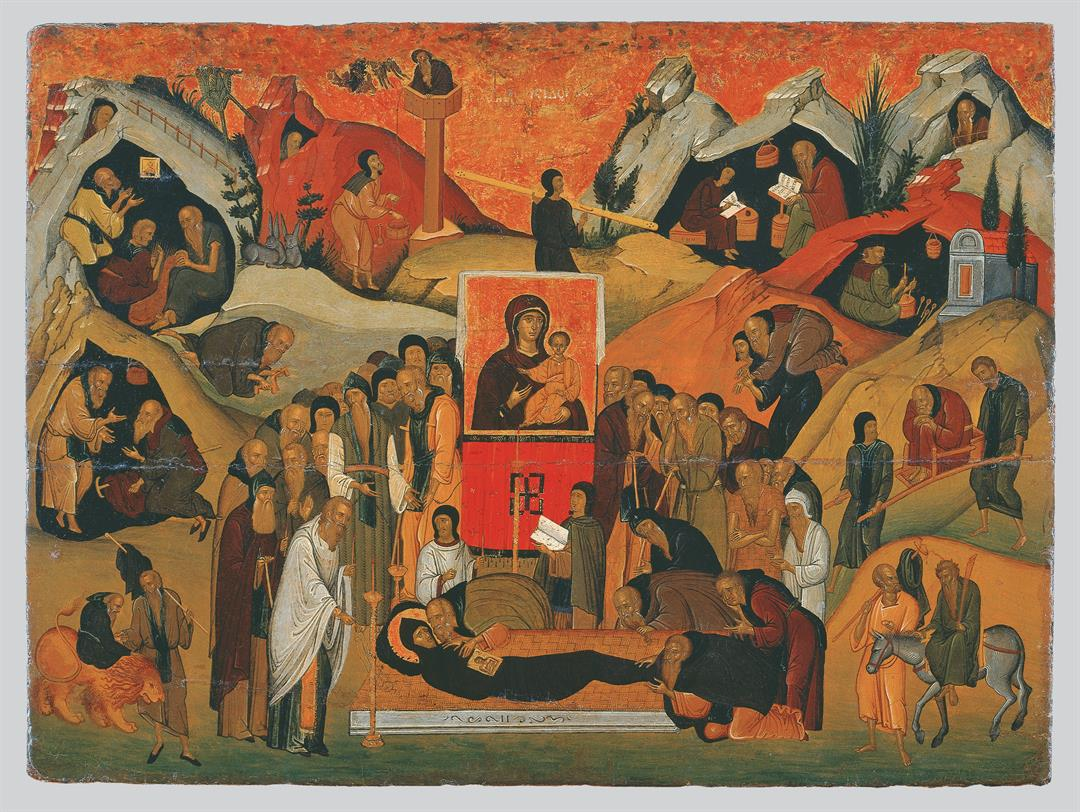
Icone de Saint Ephrem (Mor Ephrem) Le vénéré saint orthodoxe, Theologien, Hymnographe qui est considéré comme le plus prolifique rédacteur chrétien syriaque

Il est de coutume de solliciter l'intercession de la Mère de Dieu et de tous les saints, et de prier pour les fidèles défunts en récitant le Shehimo. Ces prières se font à travers les Quqlions (grecs), appelés « cycles » en français. Lorsqu'ils sont chantés, tous les Quqlions suivent la même structure : le Pethgomo' (mot ou verset), l'Eqbo (pied ou base), le Qolo (chant) et le Bo'utho (pétition). Les Quqlions, le Pethgomo' respecté, l'extrait du Psaume et le rekno' général sont listés ci-dessous. (Veuillez noter que syr = syriaque, mal = malayalam, eng = anglais).
| Intercession (générale)          | Pethgomo'                                                         | Psaume           | Rekno' |
| -------------------------------- | ----------------------------------------------------------------- | ---------------- | ------ |
| Théotokos (Yoldath Aloho Mariam) | Barth Malko' (syr) Ninnaal sthuthiyodu (mal) La fille du roi (fr) | Psaume 45:9,11   | 1      |
| Saints (Qadisho)                 | Zadiqo' (syr) Nayavaan (mal) Les justes (fr)                      | Psaume 92:12,14  | 8      |
| Clergé défunt (Kohne')           | Kohnaik nleb'shun (syr) Chaarthum neethiye (mal) Vos prêtres (fr) | Psaume 132:9-12  | 7      |
| Fidèles défunts (Anide')         | A'k damrahem (syr) Makkalilappan (mal) En tant que père (fr)      | Psaume 103:13,15 | 8      |
| Sainte-Croix (Sleebo)            | Bok ndaqar (syr) Vélin shathrukkale (mal) À travers toi (fr)      | Psaume 44:5,7    | 8      |

## Voir Aussi
- Agpeya
- Eglise Syriaque Orthodoxe

## Liens Externes
- Développement des ressources liturgiques - Shehimo et le Saint Qurbanakramam
- Enregistrements Shehimo - Église orthodoxe indienne Saint-Thomas
- Ministère de développement des ressources liturgiques - Shehimo